# Tricentrogyna cubitata
Tricentrogyna cubitata är en fjärilsart som beskrevs av Paul Dognin 1902. Tricentrogyna cubitata ingår i släktet Tricentrogyna och familjen mätare. Inga underarter finns listade i Catalogue of Life.